# (9922) Catcheller
(9922) Catcheller est un astéroïde de la ceinture principale.

## Description
(9922) Catcheller est un astéroïde de la ceinture principale. Il fut découvert le 2 mars 1981 à Siding Spring par Schelte J. Bus. Il présente une orbite caractérisée par un demi-grand axe de 2,40 UA, une excentricité de 0,21 et une inclinaison de 1,6° par rapport à l'écliptique.

## Compléments